# 남농기념관
남농기념관은 전라남도 목포시 갓바위에 위치한 박물관으로서 대한민국 남종화의 대가이자 진도 운림산방의 3대 주인이었던 남농 허건의 이름을 따 지어진 기념관이다. 선대의 유물을 보존하고 우리 전통의 남종화 맥을 이어가기 위해 지은 것으로 조선시대 유명 화가 및 그가 생전 수집한 그림 300여 점이 전시되어 있다.
갓바위가 관광명소가 되고 국립해양유물전시관 등 여러 박물관이 생겨나면서 전남서남권을 방문했을 시 꼭 꼽히는 명소 중 한 곳이 되고 있으며 고려와 조선조의 도자기 200여 점도 함께 전시되고 있다.
남농 허건 선생의 선대였던 소치 허련 선생과 아버지 허형의 그림과 함께 전시되고 있는 그림과 더불어 남농의 제자들이 그린 그림도 다수 포함되어 있다. 최근에는 아트샵 코너를 신설해 운림산방에는 가지 못하는 관광객들에 설명할 화집과 기념비적인 작품 콜렉션을 선보이고 있다. 한편 2004년 4월부터 시작된 목포 시티투어의 관광코스 중 하나이기도 하다.